# Genia Quittner
Genia Quittner (geboren als Genia Lande, 4. November 1906 in Wien, Österreich-Ungarn; gestorben 16. April 1989 ebenda) war eine österreichische Kommunistin. 

## Leben
Genia Lande war die Tochter des Kaufmanns Isser Lande und der Adele Halpern. Ihr jüngerer Bruder Adolf Lande wurde nach seiner Emigration in die USA UN-Beamter.
Lande wurde als Jugendliche Mitglied der Sozialistischen Arbeiterjugend (SAJ), wo sie den Physikstudenten Franz Quittner kennenlernte. 1925 nahm sie an der Delegation der Kommunistischen Jugend Österreichs (KJVÖ) in die UdSSR teil, 1928 wurde sie in das Exekutivkomitee der Kommunistischen Jugendinternationale (KJI) gewählt. Sie studierte Staatswissenschaften an der Universität Wien und wurde 1928 bei Hans Kelsen mit der Dissertation Öffentliche rechtliche Probleme des österreichischen Arbeitsrechts promoviert. Sie und Franz Quittner heirateten 1928. Sie wurden beide Opfer der Kommunistenverfolgung in der Republik Österreich: Sie verlor, nachdem sie am 1. August 1929 an einer Friedensdemonstration teilgenommen hatte, ihre Stelle als Fremdsprachenkorrespondentin in einem Industriebetrieb, er verlor als Kommunist seine Stelle als Physiker an der Universität.  
Sie emigrierten 1930 in die UdSSR und bekamen dort die Kinder Vera (1931 oder 1932) und Georg (1934). Genia Quittner wurde 1931 als Mitglied in die KPdSU aufgenommen. Sie wurde Mitarbeiterin des Instituts für technisch-ökonomische Industrieforschung beim Volkskommissariat für Schwerindustrie bei Nikolai Bucharin. Ab 1932 studierte sie im Abendstudium Politische Ökonomie am Ökonomischen Institut der Roten Professur und wurde 1935 Lektorin an der Leninschule der Komintern in Moskau. 1935 erhielten beide die sowjetische Staatsbürgerschaft. Franz Quittner wurde 1938 im Zuge der Stalinschen Säuberungen verhaftet und starb in Lagerhaft. Quittner arbeitete 1938 als technische Übersetzerin in einem Betrieb der Elektroindustrie und 1939 bis 1941 als Englischdozentin an der Lomonossow-Universität. 
Im Zweiten Weltkrieg floh sie beim deutschen Vormarsch auf Moskau nach Tschistopol und war ab 1942 in Kuschnarenkowo in der Komintern-Schule tätig, ab 1944 in der Antifa-Schule für österreichische Kriegsgefangene in Krasnogorsk. Sie leistete Kriegspropagandaarbeit für die Komintern. 
Ende 1946 ging sie nach Österreich und arbeitete als Bildungsfunktionärin in der KPÖ. Die österreichische Staatsbürgerschaft erhielt sie 1955. Nach der Niederschlagung der Ungarnaufstandes 1956 verließ sie die Kommunistische Partei. Ab 1956 arbeitete sie in der Wirtschaftsabteilung der Länderbank.

## Autobiografie
- Weiter Weg nach Krasnogorsk. Schicksalsbericht einer Frau. Wien: Molden, 1971. ISBN 978-3-217-00320-0